# Opuntia fragilis
Opuntia fragilis ist eine Pflanzenart in der Gattung der Opuntien (Opuntia) aus der Familie der Kakteengewächse (Cactaceae). Die Art ist die am nördlichsten verbreitete Art der Kakteengewächse. Das Artepitheton fragilis stammt aus dem Lateinischen und bedeutet zerbrechlich.

## Beschreibung
Opuntia fragilis wächst strauchig und sehr niedrig. Sie bildet entlang des Bodens Matten aus, die eine Wuchshöhe von 5 bis 10 Zentimetern und eine Breite von 30 Zentimetern oder mehr erreichen. Die abgeflacht umgekehrt-eiförmigen bis elliptischen oder runden Triebabschnitte sind blaugrün und lösen sich leicht voneinander. Sie sind 2 bis 4,5 Zentimeter lang, 1,2 bis 2,5 Zentimeter breit und 1,2 bis 2 Zentimeter dick. Die konischen Laubblätter sind bis zu 3 Zentimeter lang. Die 3 bis 6 Millimeter auseinanderstehenden Areolen tragen gebräunte bis bräunliche, bis 2 Millimeter lange Glochiden. Die 1 bis 6 (selten 9) Dornen, die manchmal auch fehlen können, sind weiß oder gräulich, gespreizt und gerade. Sie sind zwischen 1,2 und 3 Zentimeter lang. Der längste Dorn ist auf den oberen Areolen zu finden.
Die gelben, manchmal grünlichen Blüten sind 3 bis 4 Zentimeter lang und erreichen Durchmesser von bis zu 4,5 Zentimetern. Die grünen bis rötlich-grünen Früchte sind länglich und zum Zeitpunkt der Reife trocken. Sie sind 1,2 bis 2 Zentimeter lang, weisen Durchmesser von 1 bis 1,2 Zentimetern auf und können mit Dornen besetzt sein.
Die Chromosomenzahl beträgt 2n = 66.

## Verbreitung, Systematik und Gefährdung
Opuntia fragilis ist in den kühleren Gebieten des mittleren Westens der Vereinigten Staaten bis in Höhenlagen von 2400 Metern verbreitet. Das Verbreitungsgebiet erstreckt sich bis zum 56. nördlichen Breitengrad in Kanada. Sie ist damit die am nördlichsten verbreitete Art der Kakteengewächse.
Die Erstbeschreibung als Cactus fragilis wurde 1818 von Thomas Nuttall veröffentlicht. Bereits ein Jahr später stellte Adrian Hardy Haworth die Art in die Gattung Opuntia.
In der Roten Liste gefährdeter Arten der IUCN wird die Art als „Least Concern (LC)“, d. h. als nicht gefährdet geführt. Die Entwicklung der Populationen wird als stabil angesehen.

## Verwendung
Die Okanagan und die Secwepemc stellen aus Opuntia fragilis einen Breiumschlag her, um damit Halsschmerzen und andere Schmerzen zu behandeln. Sie essen die Triebabschnitte als harntreibendes Mittel.

## Nachweise

## Weiterführende Literatur
- Eric Ribbens: Opuntia fragilis: Taxonomy, Distribution, and Ecology. In: Haseltonia. Band 14, 2008, S. 94–110, DOI:10.2985/1070-0048-14.1.94.
- Eric Ribbens, Barbara A. Anderson, Jeremie Fant: Opuntia fragilis (Nuttall) Haworth in Illinois: Pad Dynamics and Sexual Reproduction. In: Haseltonia. Band 16, 2011, S. 67–78, DOI:10.2985/1070-0048-16.1.67.